# Jean Courtonne
Jean Courtonne (* 1671 in Paris; † 17. Januar 1739) war ein Pariser Bauunternehmer und Architekt.

## Leben
Jean Courtonne vereinte lange Zeit die Tätigkeiten eines Unternehmers und eines Architekten, auch bei seinen beiden Hauptwerken: dem Hôtel de Noirmoutier im Jahr 1720 im Auftrag von Antoine François de La Trémoille, Herzog von Noirmoutier, und dem Hôtel Matignon, das 1722 von Christian Louis de Montmorency-Luxembourg, Prince de Tingry, in Auftrag gegeben wurde.
Es scheint jedoch, dass Courtonne bei der zweiten Baustelle der Unzuverlässigkeit verdächtigt wurde: als der in finanzielle Schwierigkeiten geratene Prince de Tingry das gerade fertiggestellte Hôtel particulier an Jacques de Goyon de Matignon, Comte de Thorigny, verkaufte, entzog dieser Courtonne die Bauleitung, behielt ihn jedoch bis in die ersten Monate des Jahres 1724 als Architekten, bis er von Antoine Mazin verdrängt wurde, obwohl der Bau bereits fast fertiggestellt war. Alles deutet darauf hin, dass Mazin nicht davor zurückschreckte, unlautere Methoden anzuwenden, um seinen Kollegen zu verdrängen.
In diesem Gebäude erfand Courtonne den dezentrierten Grundriss, der als eines der originellen Merkmale der Pariser Stadthäuser gilt. Ursprünglich hatte er ein symmetrisches Gebäude geplant, doch nachdem er beschlossen hatte, die Cour des communs (die sich westlich des Ehrenhofs befand) zu vergrößern, wurde die Fassade zum Hof im Verhältnis zur Fassade zum Garten dezentriert.
1725 veröffentlichte Courtonne einen Traité de perspective, avec des remarques sur l’architecture, suivi de quelques édifices considérables, mis en perspective par l’auteur, in dem er neben dem Hôtel de Noirmoutier und dem Hôtel Matignon auch imaginäre Gebäude nachbildete. Er trat 1728 in die Académie royale d’architecture ein und wurde dort 1730 zum königlichen Professor für Architektur ernannt.
1731 verlor er seine Frau Catherine Bourguignon, mit der er fünf Kinder hatte: zwei Söhne, Jean-Baptiste der Ältere (1712–1781), dessen Finanzgebaren seinen Vater in Verlegenheit brachten, und Jean-Baptiste der Jüngere, ein Architekt, sowie drei Töchter, von denen zwei, Paule Élisabeth und Anne Catherine, heirateten (eine den Bildhauer Jacques-François Martin), und die letzte, Catherine Charlotte unverheiratet blieb, um sich im Alter um ihren Vater zu kümmern.

## Wichtige Bauwerke
- Hôtel d’Étampes (später Hôtel de Mazarin), Rue de Varenne 61, 1703.[1]
- Arbeiten am Hôtel Tambonneau in der Nähe der heutigen Rue du Pré-aux-Clercs für Jacques de Matignon, um 1710.
- Erhöhung eines Gebäudes des Hôtel de Sillery, Quai Malaquais, 1712
- Vergrößerung des Hôtel de Chaulnes (auch Hotel de Vendôme genannt), Rue d’Enfer, 1714.[2]
- Hôtel de Noirmoutier, Rue de Grenelle 138, 1720–1723.[3]
- Hôtel Matignon, Rue de Varenne 57, 1722–1724